# VI. obvod (Budapešť)
VI. obvod nazývaný též Terézváros (Tereziino Město) leží v centru Budapešti na levém břehu Dunaje.

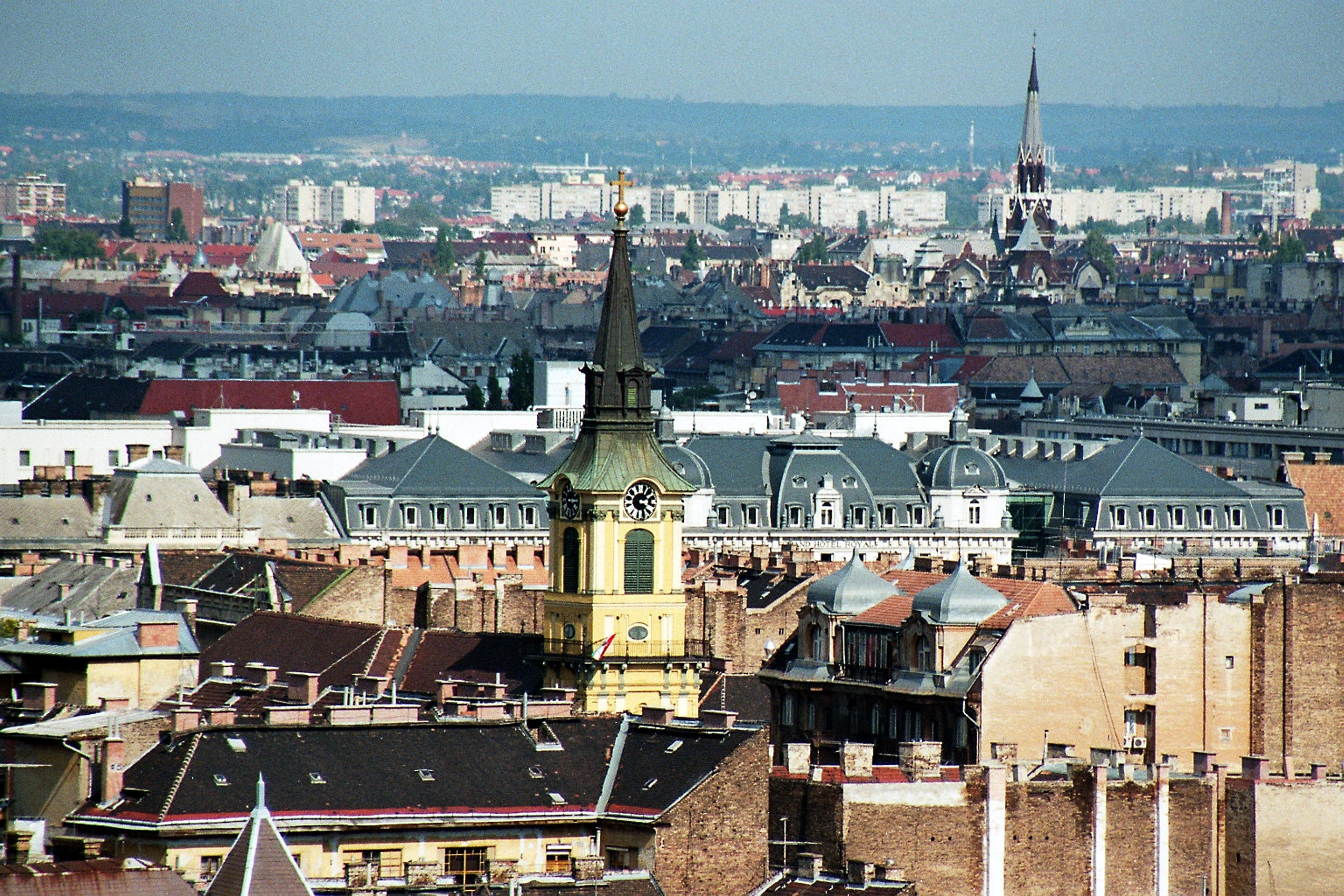
Pohled na VI. obvod z věže katedrály sv. Štěpána

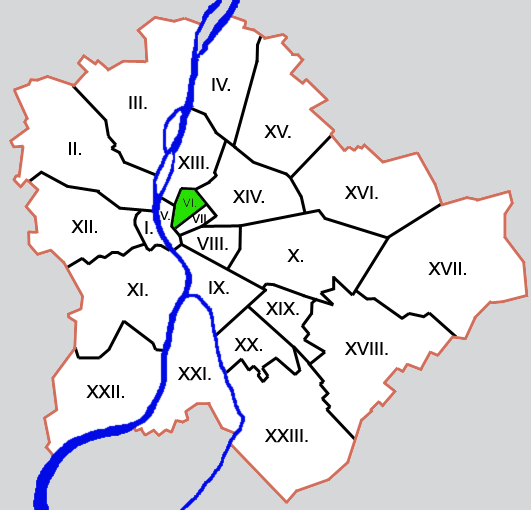
Poloha VI. obvodu

## Poloha
VI. obvod se nachází v centru Budapešti na levém břehu Dunaje. Sousedí s V., VII., XIII. a XIV. obvodem.

## Historie
V 18. století už v opevněné Pešti nebylo místo pro další domy a proto se začaly stavět i za hradbami. V roce 1768 zde stálo 366 domů, v roce 1790 již více, než 500. Na památku návštěvy Marie Terezie roku 1751 byly tyto čerstvě postavené domy nazvány Terézváros, tedy Tereziino Město. V roce 1783 zde byla zřízena textilní továrna a roku 1884 byla otevřena Maďarská státní opera.

## Doprava
- meto, autobusy, tramvaje

## Osobnosti
- Narodil se zde László Bíró, vynálezce kuličkového pera.

## Pamětihodnosti
- Maďarská státní opera
- Ostatní divadla
- Konzervatoř Franze Liszta
- Kostel sv. Terezie z Avily (Terézváros)

## Galerie

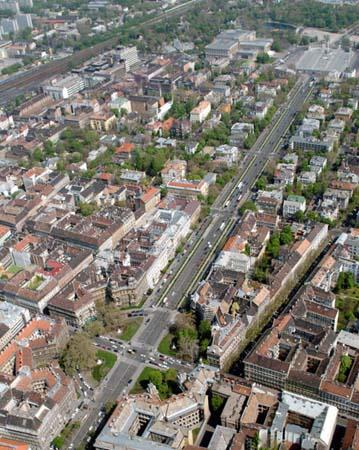
Andrássyho třída
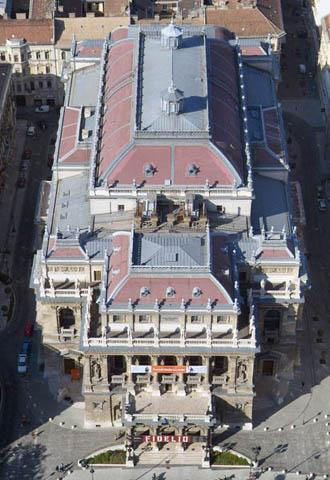
Opera
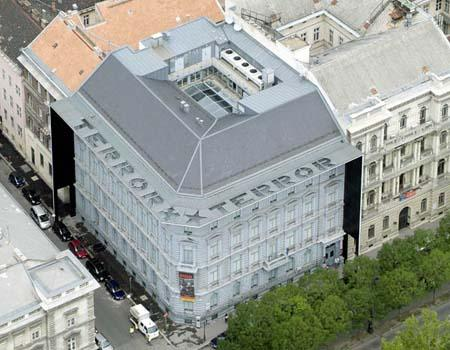
Terrorház
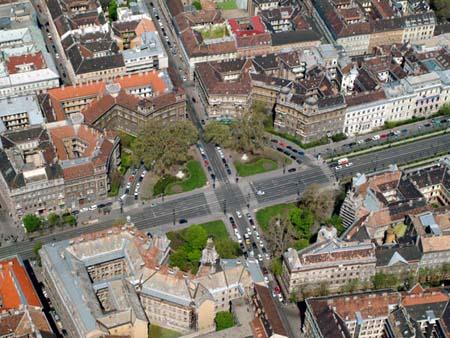
Kodályho náměstí
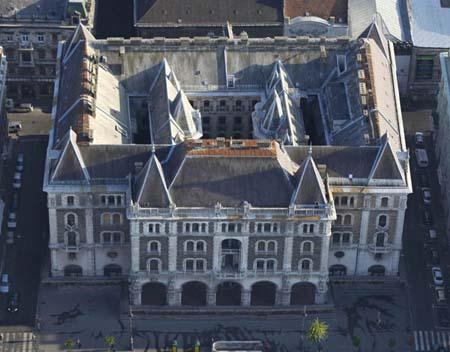
Baletní institut
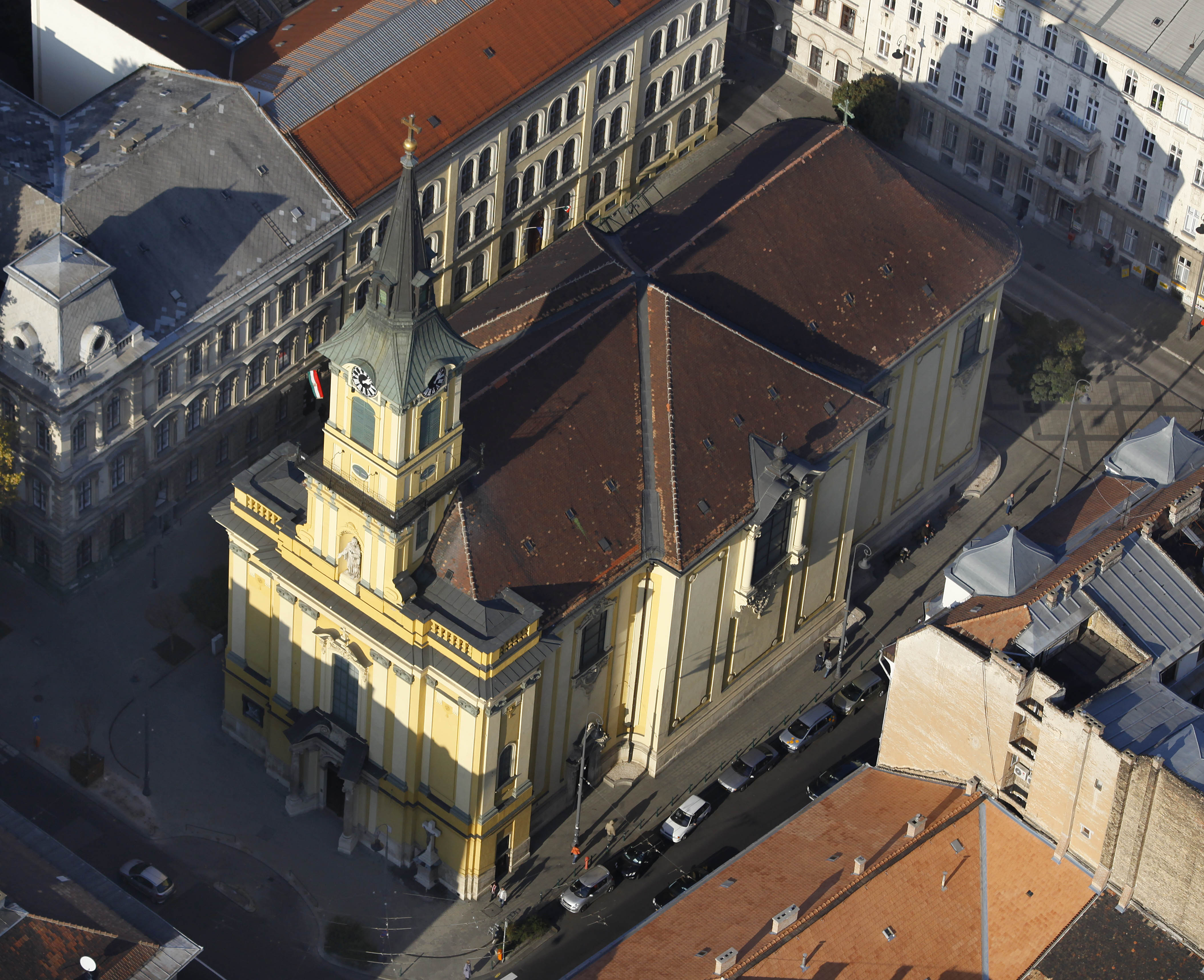
Kostel sv. Terezie